# Districtul Aoulef
Aoulef este un district din provincia Adrar, Algeria.